# Antártida Argentina

A Antárctida Argentina

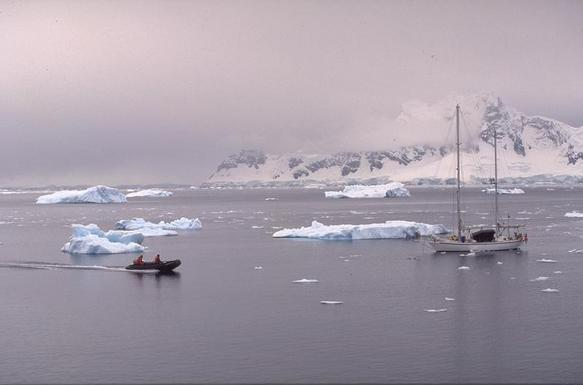
Paisagem da Antárctida Argentina

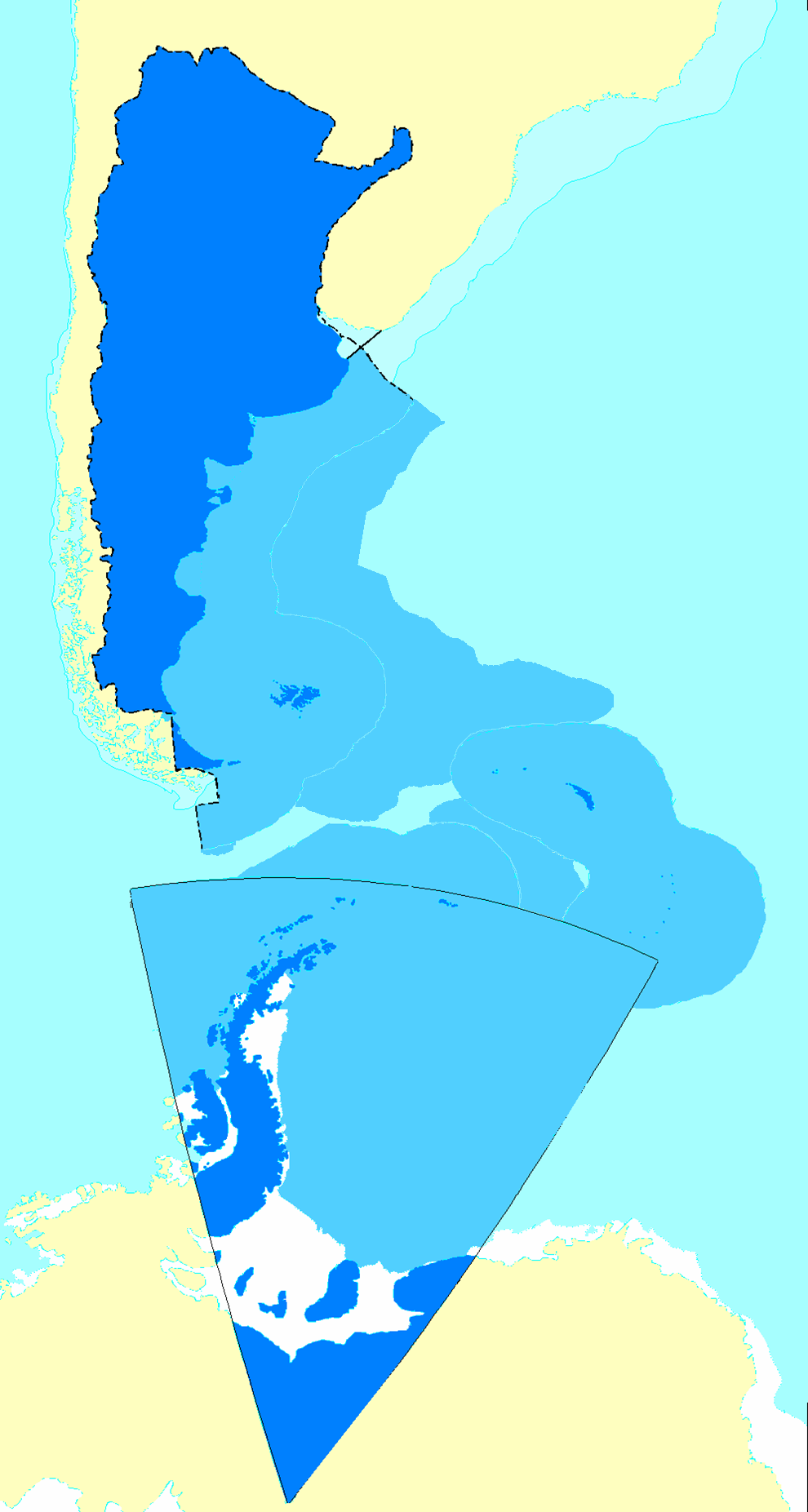
Todas as reivindicações territoriais da Argentina

A Antártida Argentina (AO 1945: Antárctida Argentina) ou Argentártida é uma reivindicação territorial na Antártida feita pela Argentina. Administrativamente, faz parte da província denominada Terra do Fogo, Antártida e Ilhas do Atlântico Sul. Tal como as restantes reclamações territoriais da Antártida, encontra-se suspensa pelo Tratado da Antártida de 1959.
A região da Antárctida Argentina é constituída por uma parte da Península Antártica e uma secção triangular que chega ao Polo Sul, delimitada entre os meridianos 25º W e 74º W, e pelo Paralelo 60 S.